# Сколопіт
Сколопіт — легендарний цар скіфів, який разом з іншим царем, Пліном, очолив міграцію частини скіфської аристократичної молоді на завоювання Південного Причорномор'я. Згадується Юстином в ІІІ ст. н. е., Помпеєм Трогом і Павлом Орозієм у 15-й главі Historiarum adversum paganos, 7-книжного історичного трактату, написаного у V ст. н. е.
У викладі римського історика Марка Юстина Сколопіт — це юнак скіфського царського роду, який разом з Пліном був вигнаний через підступність окремих скіфських аристократів і, зібравши багато молодих вояків, підкорив в Каппадокії Понтійській Феміскірську рівнину поблизу річки Фермодонта, сучасна річка Терме на території Туреччини, яка впадає в Чорне море. Павло Орозій, в цілому переказуючи повідомлення Юстина, подає його трохи по-інакшому: Плін і Сколопіт постають царями, які були вигнані з Скіфської батьківщини внаслідок повстання аристократії. Об'єднане військо Пліна та Сколопіта здійснювало набіги на навколишні землі та племена, поки ті не домовились одне з одним, влаштувавши засаду на скіфів і перебити їх. Вдови скіфських вояків стали амазонками. У Помпея Трога похід Сколопіта та Пліна визначається в той же час, коли відбувалася експансія скіфів у Малу Азію в 616—609 роках до н. е..
Доктор історичних наук Борис Рибаков у своїй праці «Язичництво давньої Русі» писав: «Цікаві імена царевичів, які очолили колоністів: Плін і Сколопіт. Перед нами, вочевидь, незначний фрагмент стародавнього міфу, пов'язаний з освоєнням сколотами частини Лівобережжя. Оскільки мова йде про Середнє Подніпров'я, то в імені епічного царевича Сколопіта можно припустити відображення загальноплемінної назви сколотів (порівняйте ім'я скіфського царя Аріапіта). Якщо висловлене припущення про царевича Сколопіта, який очолив переселення частини сколотів на Вороскол, заслуговує схвалення, то ми отримуємо свідчення про місцевий сколотський епос, який відобразив важливу подію VII ст. до н. е. в житті Середнього Подніпров'я».